# Herrarnas sprintstafett i längdskidåkning vid olympiska vinterspelen 2006
Herrarnas lagsprint i de olympiska vinterspelen 2006 hölls vid Pragelato i Italien den 14 februari 2006.

## Medaljörer
| Spel      | Guld                                   | Silver                                     | Brons                               |
| Lagsprint | Sverige Thobias Fredriksson Björn Lind | Norge Jens Arne Svartedal Tor Arne Hetland | Ryssland Ivan Alypov Vasilij Rotjev |

## Resultat

### Semifinaler
Semifinal 1
| Placering | Land      | Idrottare                              | Tid     | Noteringar |
| --------- | --------- | -------------------------------------- | ------- | ---------- |
| 1         | Sverige   | Thobias Fredriksson Björn Lind         | 17:34,0 | Q          |
| 2         | Tjeckien  | Dušan Kožíšek Martin Koukal            | 17:34,9 | Q          |
| 3         | Slovakien | Martin Bajčičák Ivan Bátory            | 17:36,1 | Q          |
| 4         | Finland   | Keijo Kurttila Lauri Pyykonen          | 17:39,2 | Q          |
| 5         | Kazakstan | Nikolay Chebotko Yevgeniy Koschevoy    | 17:42,6 | Q          |
| 6         | Japan     | Katsuhito Ebisawa Yuichi Onda          | 17:46,6 |            |
| 7         | Estland   | Priit Barusk Anti Saarepuu             | 18:07,4 |            |
| 8         | Slovenien | Nejc Brodar Joze Mehle                 | 18:34,4 |            |
| 9         | Ukraina   | Ivan Bilosyuk Vitaly Martsyv           | 18:50,4 |            |
| 10        | Kina      | Tian Ye Li Geiliang                    | 18:57,4 |            |
| 11        | Rumänien  | Zsolt Antal Mihai Galiceanu            | 18:04,3 |            |
| 12        | Turkiet   | Sebahattin Oğlago Muhammet Kızılarslan | 19:46,5 |            |
| 13        | Belarus   | Sergei Dolidovich Alexander Lasutkin   | DNS     |            |

Semifinal 2
| Placering | Land      | Idrottare                              | Tid     | Noteringar |
| --------- | --------- | -------------------------------------- | ------- | ---------- |
| 1         | Norge     | Jens Arne Svartedal Tor Arne Hetland   | 17:22,1 | Q          |
| 2         | Ryssland  | Ivan Alypov Vasilij Rotjev             | 17:22,2 | Q          |
| 3         | Tyskland  | Jens Filbrich Andreas Schlütter        | 17:22,6 | Q          |
| 4         | Italien   | Freddy Schwienbacher Giorgio Di Centa  | 17:26,2 | Q          |
| 5         | Polen     | Maciej Kreczmer Janusz Krężelok        | 17:27,1 | Q          |
| 6         | Kanada    | Devon Kershaw George Grey              | 17:31,2 |            |
| 7         | USA       | Chris Cook Andrew Newell               | 17:54,9 |            |
| 8         | Schweiz   | Reto Burgermeister Christoph Eigenmann | 18:00,5 |            |
| 9         | Österrike | Johannes Eder Juergen Pinter           | 18:12,2 |            |
| 10        | Sydkorea  | Choi Im-Heon Park Byung Joo            | 19:40,0 |            |
| 11        | Kroatien  | Damir Jurčević Denis Klobučar          | 19,43,1 |            |
| 12        | Armenien  | Hovhannes Sargsyan Edmond Khachatryan  | DNF     |            |

### Final
| Placering | Land      | Idrottare                             | Tid     |
| --------- | --------- | ------------------------------------- | ------- |
|           | Sverige   | Thobias Fredriksson Björn Lind        | 17:02,9 |
|           | Norge     | Jens Arne Svartedal Tor Arne Hetland  | 17:03,5 |
|           | Ryssland  | Ivan Alypov Vasilij Rotjev            | 17:05,4 |
| 4         | Tyskland  | Jens Filbrich Andreas Schlütter       | 17:14,0 |
| 5         | Finland   | Keijo Kurttila Lauri Pyykonen         | 17:21,5 |
| 6         | Kazakstan | Nikolay Chebotko Yevgeniy Koschevoy   | 17:25,1 |
| 7         | Polen     | Maciej Kreczmer Janusz Krężelok       | 17:26,3 |
| 8         | Slovakien | Martin Bajčičák Ivan Bátory           | 18:30,9 |
| 9         | Italien   | Freddy Schwienbacher Giorgio Di Centa | 18:31,3 |
| 10        | Tjeckien  | Dušan Kožíšek Martin Koukal           | 18:49,6 |